# 法輪寺 (加須市)
法輪寺（ほうりんじ）は、埼玉県加須市にある真言宗智山派の寺院。

## 歴史
寛永年間（1624年 - 1644年）、法印弘意によって開山された。1653年（承応2年）に真言宗智山派の総本山である智積院の末寺となり、これまでの「宝定寺」から「法輪寺」に改称した。
1812年（文化9年）以降、1947年（昭和22年）のカスリーン台風に至るまで、度々の洪水の被害に遭ったため、寺宝や古文書の多くを失っている。1980年（昭和55年）に本堂を立て替えている。

## 交通アクセス
- 加須ICより車12分。